# Gullmarella faurei
Gullmarella · Gullmarellidae
Famille
Genre
Espèce
Gullmarella faurei, unique représentant du genre Gullmarella et de la famille des Gullmarellidae, est une espèce de Ciliés de la classe des Heterotrichea et de l’ordre des Heterotrichida.

## Étymologie
Le nom Gullmarella est dérivé du nom du Fjord Gullmar, sur la côté ouest de la Suède, où fut trouvé l'organisme.

## Description
Gullmarella est un cilié holotriche (c’est-à-dire ayant une ciliature uniforme), qui a plusieurs caractères communs avec les ciliés astomes (sans bouche), de l'ordre des Astomatida, tout en possédant une bouche dont la structure montre que le genre ne peut pas être inclus dans l’ordre des Hymenostomatida,.
Gullmarella faurei est un cilié dont les cils sont simples (c’est-à-dire non disposés en unités composées membraneuses) et répartis uniformément sur le corps. Son cytostome est latéral ou ventral, et situé dans le vestibule (cône buccal). Quelques rangées ciliaires se terminent le long du bord de la moitié gauche du vestibule.
La cellule est circulaire à ovale. Le vestibule ou cône buccal est oblique, triangulaire ou circulaire ; il mesure un tiers de la longueur du corps à partir de l'extrémité antérieure. Le macronoyau est ovale.

## Habitat et répartition
Gullmarella faurei fut découverte dans un fjord de Norvège, vivant en commensal dans l’intestin de plusieurs mollusques lamellibranches (bivalves) : Corbulagibba, Cultellus pellucidus, Lucinopsis undata, Syndosmyaalba, Syndosmyanitida et Venus ovata.

## Systématique
L'espèce et son genre ont été décrits en 1964 par le biologiste danois Tom Fenchel. En 1980, le microbiologiste russe Anatoli Viktorovitch Jankowski (d) a proposé de les séparer dans la famille monogénérique des Gullmarellidae

## Publication originale
- (en) Tom Fenchel, « Gullmarella faurei n. g., n. sp., a holotrichous ciliate from the intestine of lamellibranchs », Cahiers de biologie marine, vol. 5,‎ 1964, p. 311-318 (ISSN 0007-9723 et 2262-3094, OCLC 1538032 et 812538577, DOI 10.21411/CBM.A.C08319B0, lire en ligne).